# Bernard Evans
Sir Bernard Evans, avstralski general, politik in arhitekt angleškega rodu, * 13. maj 1905, † 19. februar 1981.

## Življenjepis
1. julija 1940 je bil imenovan za začasnega podpolkovnika in poveljnika 2/23. bataljona Albury’s Own; s tem je postal najmlajši bataljonski poveljnik v Avstralski imperialni sili (Australian Imperial Force).
Leta 1943 je postal glavni inštruktor in poveljnik Šole taktike in vojaške inteligence (School of Tactics and Military Intelligence).
V civilnem življenju je bil arhitekt in član mestnega sveta Melbourna za Gipps. Leta 1960 je postal član Kraljevega avstralskega inštituta arhitektov in v letih 1960−77 je bil predsednik Kraljeve Commonwealth družbe Avstralije.